# 서역계악
저·북을 쓰지 않고 가야금 하나 또는 거문고·횡적·막목(莫目) 세 가지를 쓰는 북을 요란하게 치는 서역계 음악(樂)을 말한다. 서역계악(西域系樂)이 삼국악(三國樂)과 다른 것은 마치 남분(南奔)·북약(北躍)하는 서역계의 건무(健舞)와 중국의 한아(閑雅)한 춤만큼이 다르고, 삼국시대의 그 목이 길고 몸이 날씬한 금동불상(金銅佛像)과 통일신라시대의 목이 짧고 몸이 두툼한 불상만큼이 다르다.

## 향악잡영
최치원(崔致遠,8757-?)의 <향악잡영> 5수(首) 중에서 4수가 향악이 아나라 사실은 서역계(西域系, 주로 산악(散樂)임을 알 수 있다.
① 산예(사자기(獅子伎))는 분명히 서량 또는 구자계(龜玆系)의 것이다.
② 속독(束毒)은 남면(藍面)의 이인간(異人間)이 북장단에 맞추어 남분(南奔) 북약(北躍)하는 춤인데, 이 속독과 일본에 전해진 고려(고구려)악의 하나인 소토쿠(宿德)는 모두 중앙아시아의 소그디아나(Sogdiana)를 한자로 표시한 것이다.
③ 월전(月顚)은 군유(群儒)가 술잔을 서로 다투어 마시는 우스운 내용의 것으로, 그 월전이란 문자는 중앙아시아의 호탄(kohtan)을 한자로 표기한 것이다.
④ 대면(大面)은 황금면색(黃金面色)의 가면을 쓴 사람이 손에 주편(珠鞭)을 쥐고 귀신을 쫓는 내용의 것으로, 이 대면은 분명히 북제(北齊, 550-577)의 대면(代面)이다.